# Édouard Cibot

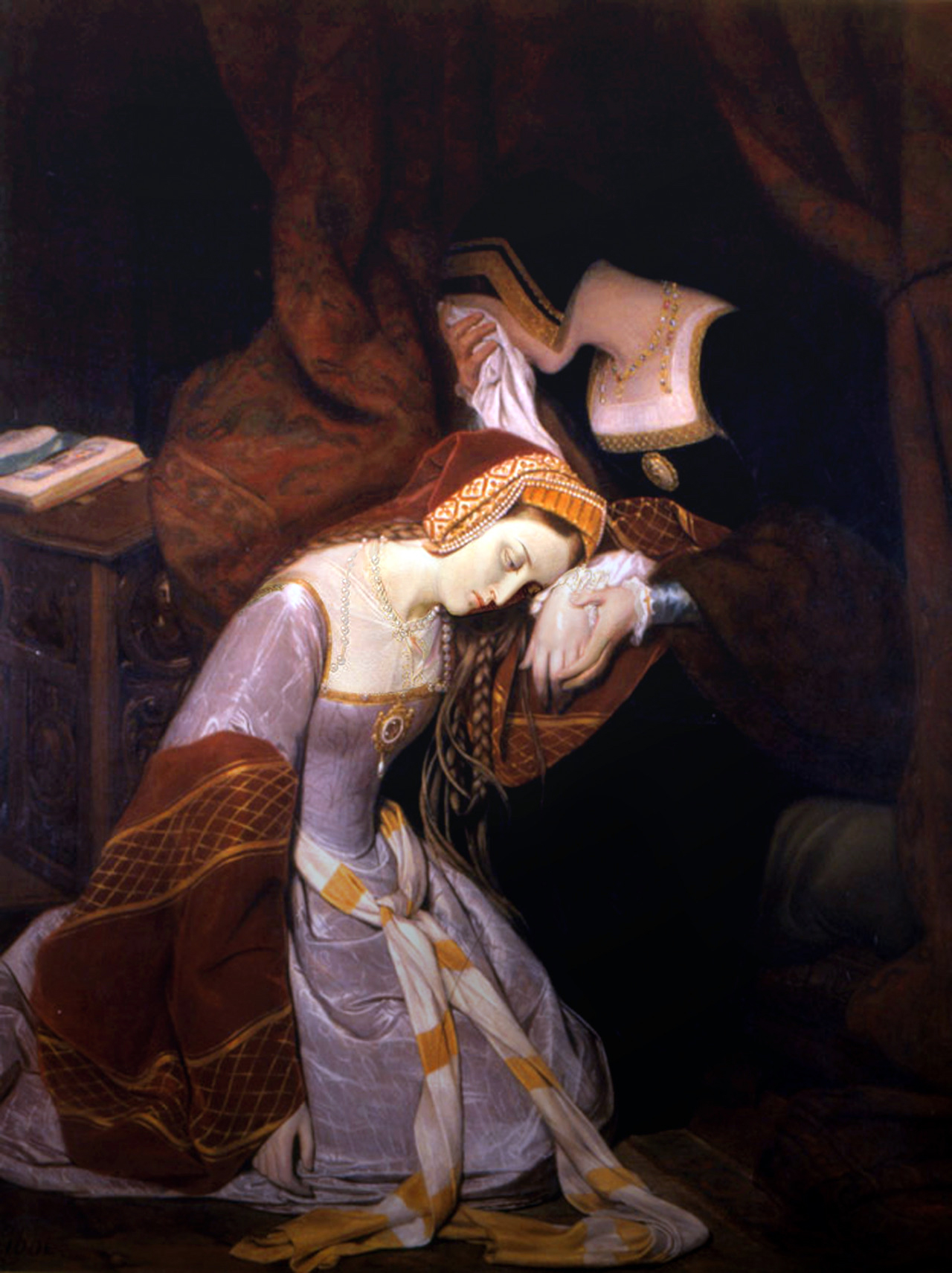
Anne Boleyn à la Tour de Londres (1835), musée Rolin, Autun.

François Barthélémy Michel Édouard Cibot, né le 11 février 1799 à Paris, mort dans la même ville le 10 janvier 1877, est un peintre français.

## Biographie
Édouard Cibot étudie la peinture dans les ateliers de Pierre-Narcisse Guérin et de François-Édouard Picot à l'École des beaux-arts de Paris, et commence sa carrière au Salon de 1827. Il y exposera régulièrement jusqu'en 1838. Il se spécialise très vite dans la peinture d'Histoire, et reçoit plusieurs commandes pour le château de Versailles. C'est ainsi qu'il s'illustre en tant que peintre historiciste, représentant la veine « troubadour » des peintres romantiques. S'inspirant beaucoup des romans de Walter Scott ou de l'Histoire médiévale anglaise, il réalise notamment Anne Boleyn à la Tour de Londres (1835, musée Rolin à Autun) ou encore les Funérailles de Godefroy de Bouillon. Il exécute un voyage en Italie en 1838 - 1839, qui va bouleverser son art : découvrant les primitifs italiens et les peintres de la Renaissance, il se lance à son retour à Paris dans la réalisation d'œuvres religieuses de style proche des peintures tardives d'Ary Scheffer. On conserve de lui des fresques à l'église Saint-Leu-Saint-Gilles à Paris, ainsi qu'une toile monumentale, La Charité (1853, musée de Picardie, Amiens). Il réalise également une série sur la vie des peintres, dont Raphaël et Pérugin (1843, musée Anne-de-Beaujeu, Moulins).
Son talent s'exprime aussi dans la réalisation de paysages bucoliques d'une grande fraîcheur, où il allie la précision des coloris à une évocation exceptionnelle des jeux d'ombres et de lumières. On lui doit ainsi, une Vue prise à Bellevue (1852, musée du Louvre, Paris) et L'Idylle. Il peignit également quelques toiles d'actualité, comme La mort du duc de Berry, le 13 février 1820, à l'Académie royale de musique.
En 1831, il épouse Louise-Marie Desmarest, dite Lise, fille de Pierre-Marie Desmarest, ancien chef de la police secrète de Napoléon et de Louise-Marie-Françoise Lardy.

## Œuvres
- La mort du duc de Berry, 1829, Paris, musée Carnavalet
- Un Trait de la vie de Frédégonde, 1832, Rouen, musée des Beaux-Arts
- Les anges déchus, 1833, Omaha (Nebraska), Joslyn Art Museum
- Les amours des anges au moment du déluge, 1834, huile sur toile, 200 x 243,5 cm, Brest, musée des beaux-arts de Brest[3]
- Jean, comte Rapp, général de division, 1835, Paris, musée de l'Armée
- Anne de Boleyn à la Tour de Londres, dans les premiers moments de son arrestation, 1835, Autun, musée Rolin
- La famille du duc d'Orléans, 1836, Versailles, musée national du château
- La Défense de Beauvais, 1837, Versailles, musée national du château
- Louis XI, roi de France, 1837, Versailles, musée national du château
- Vue de Rome : l'orangerie de la villa Borghèse vue depuis la Villa Médicis, 1838, Paris, musée du Louvre
- Le mauvais présage, 1838, collection particulière
- Les Funérailles de Godefroy de Bouillon à Jérusalem, 1838, Versailles, musée national du château
- L'Annonce aux bergers, 1840, Villandraut, église Saint-Martin
- Le confessionnal, 1840, Compiègne, musée Antoine Vivenel
- La Défense de la Célésyrie par Raymond Du Puy, 1845, Versailles, musée national du château
- Le Pérugin et Raphaël à Pérouse, 1843, Moulins, musée Anne de Beaujeu
- Vue prise à Bellevue, près de Meudon, 1852, Paris, musée du Louvre
- La Charité, 1853, 402 x 500 cm, Amiens, musée de Picardie
- La vision d'Ézechiel, 1877, Dunières, église Saint-Martin
- Tête de jeune fille, Lisieux, musée d'art et d'histoire
- Le Christ et l'Eternel recevant les bienheureux, L'Agneau s'offrant pour racheter le monde, et Les Vertus théologales, Paris, église Saint-Leu-Saint-Gilles